# Sirsa
Sirsa est une ville indienne située dans le district de Sirsa dans l’État de l'Haryana. En 2011, sa population était de 160 126 habitants.
L'armée de l'air indienne y utilise la Base aérienne de Sirsa.

## Source de la traduction
- (en) Cet article est partiellement ou en totalité issu de l’article de Wikipédia en anglais intitulé « Sirsa » (voir la liste des auteurs).